# IC 3832
IC 3832 ist eine Spiralgalaxie vom Hubble-Typ Sc im Sternbild Jagdhunde am Nordsternhimmel. Sie ist schätzungsweise 462 Millionen Lichtjahre von der Milchstraße entfernt  und hat einen Durchmesser von etwa 80.000 Lichtjahren. Vom Sonnensystem aus entfernt sich das Objekt mit einer errechneten Radialgeschwindigkeit von näherungsweise 10.300 Kilometern pro Sekunde.
Im selben Himmelsareal befinden sich unter anderem die Galaxien IC 3844, PGC 2152766, PGC 2155340, PGC 2156380.
Das Objekt wurde am 21. März 1903 von Max Wolf entdeckt.